# Dormaa (distrito)
Dormaa es un distrito de la región de Brong-Ahafo, Ghana. En septiembre de 2018 tenía una población estimada de 136 812 habitantes.
Se encuentra ubicado en el centro del país, al sur del río Volta Negro, al oeste del lago Volta y al norte de la región de Ashanti. 